# Richard Kauffungen

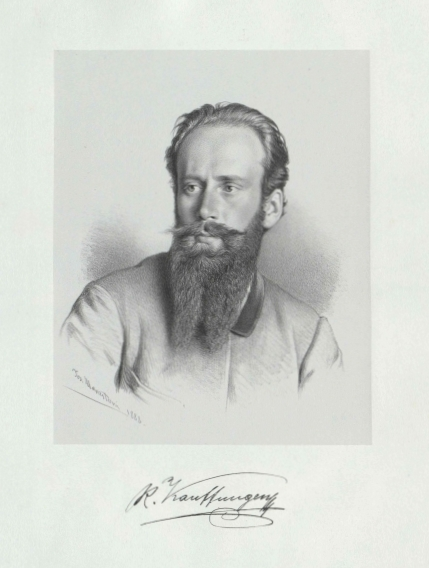
Richard Kauffungen (1888)

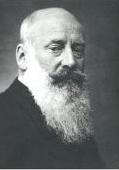
Richard Kauffungen (um 1915)

Richard Kauffungen (eigentlich Richard Kauffung; * 24. Juni 1854 in Unter Sankt Veit; † 29. September 1942 in Solothurn) war ein österreichischer Bildhauer des Historismus.

## Leben
Kauffungen war der Sohn eines deutschen Zeichenlehrers. Er besuchte die Hauptschule und lernte anschließend bei einem Holzschnitzer. Es folgten weitere Lehrjahre bei Bildhauern und der Militärdienst. Von 1878 bis 1880 studierte er an der Akademie der bildenden Künste Wien bei Edmund von Hellmer und Carl Kundmann. In dieser Zeit war Kauffungen am Türkenbefreiungsdenkmal Hellmers im Stephansdom beteiligt.
Als selbständiger Bildhauer arbeitete er 1882 ein Jahr lang in Prag und konnte aufgrund eines Stipendiums Italien bereisen. Ab 1885 lebte er wieder in Wien, wo er zahlreiche Aufträge von privater und öffentlicher Seite erhielt. Er wurde 1887 Mitglied des Wiener Künstlerhauses und stellte in München, Berlin und Paris aus. Ab 1907 war er Lehrer der Bildhauerei an der Wiener Frauenakademie, ab 1908 leitete er diese Kunstschule für Frauen und Mädchen.
Kauffungen erhielt 1894 den Reichelpreis, 1901 den Dobnerpreis und den Ehrenpreis der Stadt Wien. 1917 wurde er zum Professor ernannt und erhielt anlässlich seiner Pensionierung 1926 vom Bundespräsidenten das Goldene Ehrenzeichen für Verdienste um die Republik Österreich. Er war mit Sidonia Jähnl verheiratet. Sein Atelier befand sich am Margaretengürtel 23, Wien 5, die Wohnung samt Landsitz lag in Rodaun. 1940 übersiedelte er in die Schweiz, wo er auch starb. 1955 wurde der Kauffungenweg in Wien-Atzgersdorf nach ihm benannt.

## Werk
Kauffungen gilt als einer der bedeutendsten Bildhauer des Historismus in Wien. Er war an der Ausgestaltung der Wiener Ringstraßenzone beteiligt und schuf darüber hinaus zahlreiche Porträtbüsten und -Reliefs. Diesem Kunststil blieb er auch im Alter verhaftet. Als langjähriger Leiter der Wiener Frauenakademie hatte er großen Anteil an der Kunsterziehung in Österreich.

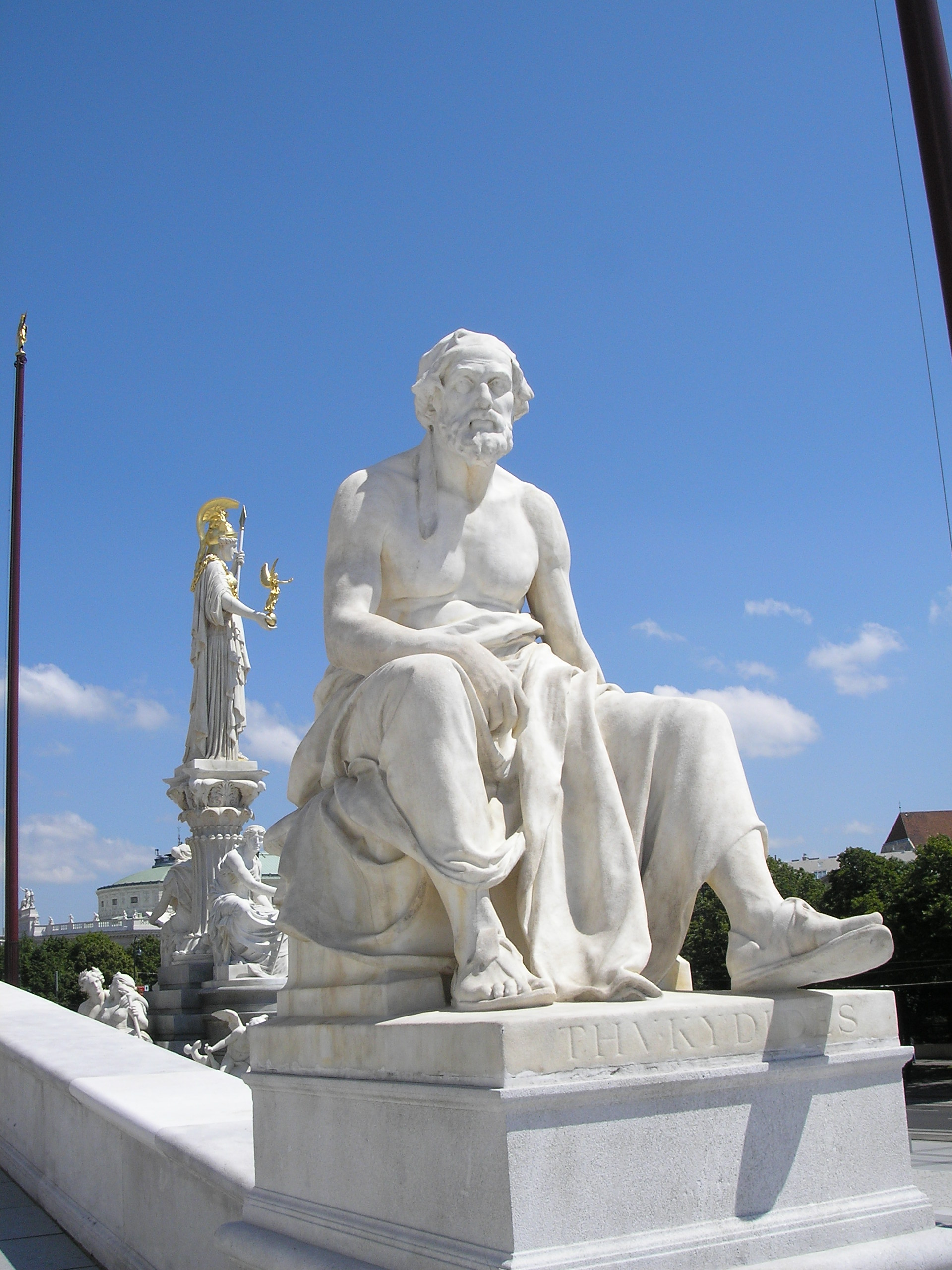
Thukydides, Parlamentsgebäude Wien (1896)

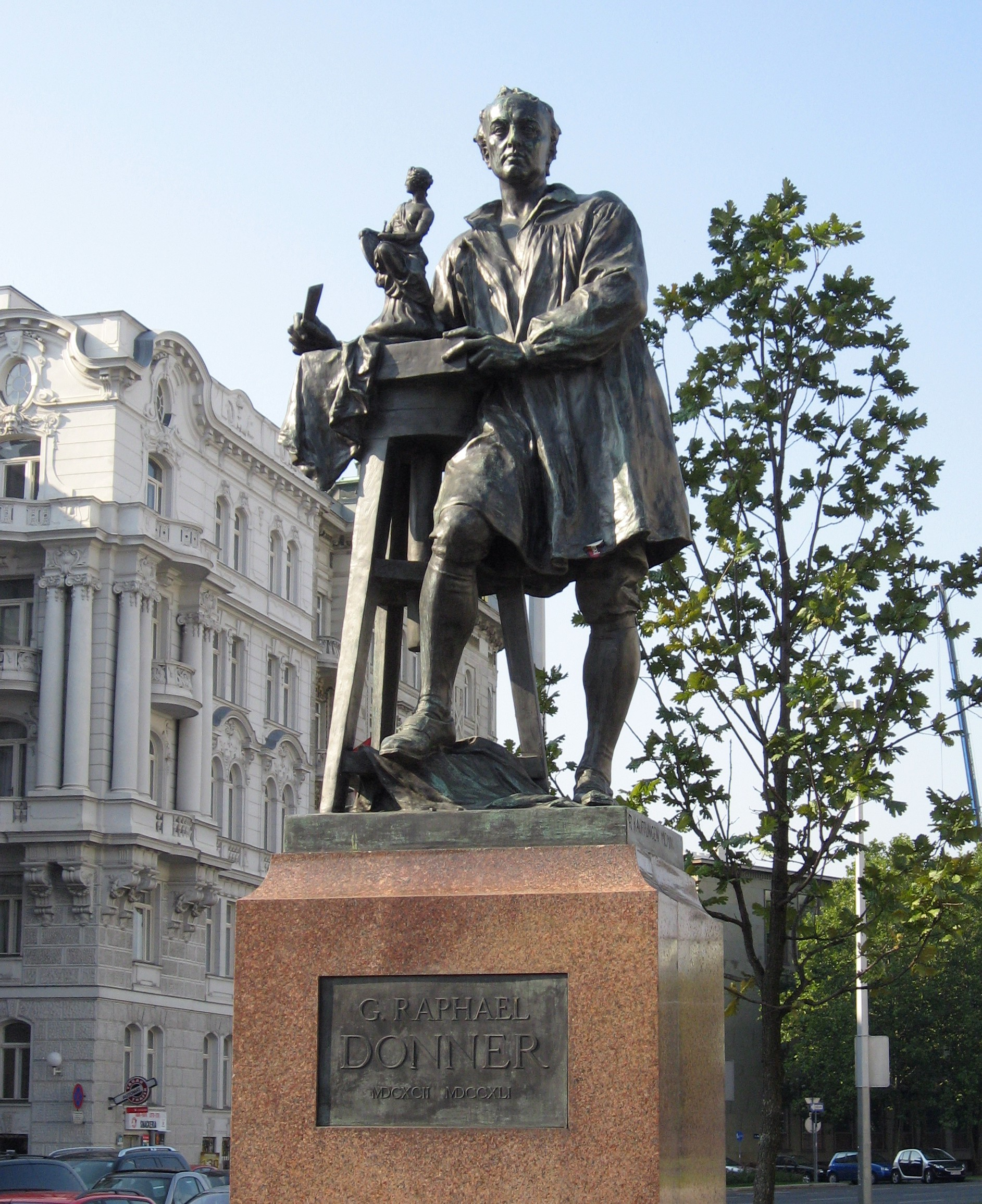
Georg Raphael Donner, Lothringerstraße, Wien 3 (1904)

- Statuen Archimedes, Euklid, Augustinus, Johannes Chrysostomos, Universität Wien, Wien 1 (1878)
- Statuen Adelaide Ristori, Elisa Rachel Felix, Burgtheater, Wien 1 (1886)
- Statuen Donatello, Leonardo da Vinci, Sandstein, Attika, Künstlerhaus Rudolfinum, Prag 1 (1888)
- Denkmal Kaiser Joseph II., Allgemeines Krankenhaus, Wien 9 (1890)
- Justitia und Clementia, Kuppel des Michaelertrakts der Wiener Hofburg, Wien 1 (1895)
- Franz von Assisi, Tympanonrelief der Breitenfelder Pfarrkirche, Wien 8 (1896)
- Thukydides, Parlamentsrampe, Wien 1 (1896)
- Denkmal Heinrich von Bamberger, Arkadenhof der Wiener Universität, Wien 1 (1899)
- Denkmal Hermann Franz Müller, 9. Hof des Allgemeinen Krankenhauses, Wien 9 (1899)
- Wiener Bürger 1683, Hofburg, Heldenplatz, Wien 1 (1895–1901)
- Johann von Radinger, Herme vor der Technischen Hochschule Wien (1903)
- Siebenbrunnen, Siebenbrunnenplatz, Wien 5 (1904)
- Erzherzog-Rainer-Brunnen, Wien 4 (1904), im Zweiten Weltkrieg zerstört
- Denkmal Georg Raphael Donner, Lothringerstraße 10, Wien 4 (1904)
- Denkmal Otto Kahler, Arkadenhof der Wiener Universität, Wien 1 (1904)
- Denkmal Carl Claus, Arkadenhof der Wiener Universität, Wien 1 (1907)
- Denkmal Hermann von Widerhofer, Arkadenhof der Wiener Universität, Wien 1 (1907)
- Denkmal Richard von Krafft-Ebing, Arkadenhof der Wiener Universität, Wien 1 (1908)
- Denkmal Josef Seegen, Neue Aula der Alten Universität, Wien 1 (1908)
- Denkmal Hermann Nothnagel, Arkadenhof der Wiener Universität, Wien 1 (1910)
- Denkmal Josef Seegen, Arkadenhof der Wiener Universität, Wien 1 (1910)
- Drei Reliefs für den Festsaalbau der Wiener Hofburg – 5 dargestellte Kinder (1912)
- Denkmal Anton Menger, Arkadenhof der Wiener Universität, Wien 1 (1919)
- Pietà, Kriegerdenkmal, Rodauner Kirchenplatz, Wien 23 (1937)
- Denkmal Heinrich Obersteiner, Arkadenhof der Wiener Universität, Wien 1
- Grabdenkmäler auf verschiedenen Wiener Friedhöfen

Weitere Denkmäler:
- Standbild Anton von Scudier, Parcul Zentral, Temešvár

- Standbilder Kaiser Josef II. als Bauernbefreier in Deutschlandsberg, Poysdorf, Ybbs an der Donau.[1]
- in Böhmisch-Leipa und
- ein Grabmal in Budweis
- Arbeiten in Laibach, Mährisch-Ostrau, Ödenburg, Olmütz, Fiume usw.

## Archiv
- Kauffungen-Archiv, Solothurn